# Ukrajinska sovjetska enciklopedija
Ukrajinska sovjetska enciklopedija (ruski: Украинская советская энциклопедия, ukrajinski: Українська радянська енциклопедія) opća je enciklopedija izdana u Ukrajinskoj SSR. Ukrajinska sovjetska enciklopedija bila je prva u nizu općih sovjetskih enciklopedija Sovjetskih Socijalističkih Republika SSSR-a. Prvo izdanje je izdano između 1959. i 1965. u 17 sveska, dok je drugo izdanje izdano između 1978. i 1985. u 12 sveska. Glavni urednik obju izdanja bio je Mykola Bažan.

## Prvo izdanje
Nakon nastanka prvog sveska Ukrajinske opće enciklopedije (ruski: Украинская общая энциклопедия, ukrajinski: Українська загальна енциклопедія) u Lavovu 1930. godine, Mykola Skrypnyk počeo se zalagati za nastanak Ukrajinske sovjetske enciklopedije.
Pod njegovim vodstvom u Harkivu nastala je Glavna redakcija Ukrajinske sovjetske enciklopedije. Njen sekretar bio je S. Bažan. Glavna redakcija izdala je 3 sveska Biltena Ukrajinske sovjetske enciklopedije (ruski: Бюллетень УСЭ, ukrajinski: Бюлетень УРЕ). Na radu sudjelovao je više od 200 specijalista. Od dvadeset planiranih sveska završena su samo prva tri. Prvi svezak trebao je biti izdan početkom 1933. godine, no moskovska cenzura ga je zabranila jer je bio nacionalistički. Te je godine Skrypnyk počinio samoubojstvo te ga je na njegovom mjestu naslijedio Volodimir Zatonskij. Gotovi materijali su bili uništeni te je u studenome 1934. godine raspuštena Glavna redakcija Ukrajinske sovjetske enciklopedije.
Projekt dvadesetosveščane Ukrajinske sovjetske enciklopedije se ponovno pojavio u ranoj 1948., ali je zapravo počeo s provedbom nedugo nakon 20. kongresa KPSS 1956. godine, ponovno kao odgovor na ukrajinske enciklopedije u inozemstvu, ovaj put Enciklopedija ukrajinistike (ruski: Энциклопедия украиноведения, ukrajinski: Енциклопедія українознавства) koju je započelo Znanstveno društvo imena Ševčenko (ruski: Научное общество имени Тараса Шевченко, ukrajinski: Наукове товариство імені Шевченка).
18. prosinca 1957. godine rad na Ukrajinskoj sovjetskoj enciklopediji poručen je Nacionalnoj akademiji znanosti Ukrajine. Na čelu Glavne redakcije Ukrajinske sovjetske enciklopedije koju su tada činile 40 osobe, postavljen je Mykola Bažan. Planirana su 15/16 sveska za razdoblje od 1958. do 1962. godine. U Kijevu su između 1959. i 1965. tiskana 17 sveska, od kojih je 17. posvećen Sovjetskome Savezu. 1967. i 1969. godine tiskani su ruski i engleski prijevodi. Godine 1968. tiskan je indeks. Prvo je izdanje sveukupno sadržavalo oko 45.000 slogana, tj. registracijskih riječi. Ilustracije sadrže preko 120 karata u boji. Svesci prvog izdanja tiskani su u 80.000 primjeraka. Na radu prvoga izdanja sveukupno je sudjelovalo više od 5.000 autora.
Sadržajem ukrajinsko jezičnih slogana Ukrajinske sovjetske enciklopedije slaže se s izjavom u „Predgovoru“ (ruski: Предисловия, ukrajinski: Передмови) kojom je „Ukrajinska sovjetska enciklopedija trebala pokazati bratsko jedinstvo ukrajinskog naroda s velikim ruskim i ostalim narodima Sovjetske domovine“ i da je prije svega usmjerena protiv „svog ukrajinskog buržoazijskog nacionalizma“ (ovo posljednje se odnosi na osobe 17. – 18. stoljeća kao što su Ivan Vihovskij, Petro Dorošenko, Ivan Stepanovič Mazepa, Pilip Orlik, itd.).  
U Ukrajinskoj sovjetskoj enciklopediji se uglavnom (iako ne dosljedna) podrazumijeva „ukrajinstvo“ po teritorijalnome principu (tko radi u Ukrajinskoj SSR je Ukrajinac), no u slučaju pismenosti, onda po narodu koji koristi taj jezik. Mnogi zemljopisni nazivi nisu zapisani po normama ukrajinskog jezika. Sva imena knjiga citiranih u Ukrajinskoj sovjetskoj enciklopediji napisana su na ukrajinskome, zbog čega se ne može saznati na kojem su jeziku originalno napisani.
U 17. svesku posvećenom Ukrajinskoj Sovjetskoj Socijalističkoj Republici odjeljci „Stanovništvo“ (ruski: Население, ukrajinski: Населення) (3 stranice s kartom), „Jezik“ (ruski: зык, ukrajinski: Мова) (6 stranica), „Religija i Crkva“ (ruski: Религия и церковь, ukrajinski: Релігія і церква) (3 stranice) su vrlo sažeti, dok je Komunističkoj partiji Ukrajine posvećeno 25 stranica. Malo je prostora posvećeno povijesti prije Oktobarske revolucije (Oktobarska revolucija ima 50 stranica, dok sovjetsko doba ima 54 stranice) što je tipično za djela nastala za vrijeme Sovjetskoga Saveza.

## Drugo izdanje
Godine 1974. započet je rad na drugome izdanju Ukrajinske sovjetske enciklopedije, a dovršen je 1985. godine. Glavni urednik ponovno je bio Mykola Bažan. U uredništvu ponovno je bilo više od 40 osoba. Drugo izdanje se sveukupno sastojalo od 12 sveska i 50.000 slogana. Do toga nagloga porasta broja slogana naprema broju sveska došlo je zbog povećanja broja stupaca s dva na tri. Drugo izdanje je također tiskano i na ruskome. Svaki svezak drugog izdanja tiskan je u 100.000 primjeraka, 50.000 na ruskome i 50.000 na ukrajinskome. Iako je drugo izdanje tiskano u više primjeraka, broj primjeraka na ukrajinskome opada. U „Predgovoru“ (ruski: Предисловия, ukrajinski: Передмови) se navodi da ovo izdanje pokazuje „karakteristične osobine ... sovjetskog naroda – nove povijesne zajednice ljudi“.

## Vanjske poveznice
- Elektroničko izdanje (ukr.)